# Rudolf Kobert

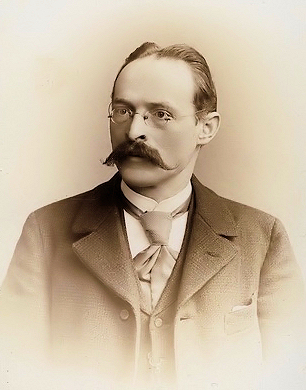
Rudolf Kobert (um 1900)

Eduard Rudolf Kobert (* 3. Januar 1854 in Bitterfeld; † 27. Dezember 1918 in Rostock) war ein deutscher Medizinhistoriker und Pharmakologe.

## Biographie
Rudolf Kobert studierte Rechtswissenschaft und Medizin in Tübingen und Halle und wurde ebenda 1877 mit einer Arbeit zur Terpentinölwirkung promoviert. Er gehörte der Burschenschaft Palatia Tübingen im ADB an. Zunächst war er an der medizinischen Klinik und Poliklinik in Halle unter der Leitung von Weber, später als Assistent von Goltz in Strassburg, dann sechs Jahre als Assistent von Schmiedeberg tätig. Ohne habilitiert zu sein, wurde er 1886 zum Professor der Pharmakologie, Diätetik und Geschichte der Medizin in Dorpat ernannt. Im Jahr 1890 wurde er zum Mitglied der Leopoldina gewählt.
Aus dieser Zeit stammen seine grundlegenden pharmakologischen Arbeiten über Saponine, Rizin, Amanita phalloides usw. Wegen der Russifikation der Universität legte er 1896 sein Amt nieder. Auf Anraten von Ernst von Leyden übernahm er im März 1897 als Nachfolger von Wilhelm Achtermann, der nach Bad Laubach am Rhein wechselte, die Leitung der Brehmerschen Lungenheilanstalten zu Görbersdorf in Schlesien. Wie ernst er auch diese ihm fern liegende Aufgabe auffasste, zeigen seine Anstaltsberichte. Im Dezember 1898 nahm er einen Ruf als Professor der Pharmakologie, physiologischen Chemie und Medizingeschichte an der Universität Rostock an und seine Ernennung erfolgte am 14. Januar 1899. In Rostock blieb er bis zu seinem Tod am 27. Dezember 1918. Koberts Nachfolger in Görbersdorf wurde für kurze Zeit der aus dem ostpreußischen Insterburg stammende Carl Schlössing.

## Werke
Kobert verfasste eine große Anzahl vor allem pharmakologischer und toxikologischer Schriften, befasste sich mit Mutterkornpräparaten (und entwickelte 1884 bis 1886 das dem Ergotinin ähnliche, aber besser lösliche Cornutin) und trat ebenso als Herausgeber medizinhistorischer Werke hervor.
- Beiträge zur Terpentinölwirkung. - 1877. Digitalisierte Ausgabe der Universitäts- und Landesbibliothek Düsseldorf
- Görbersdorfer Veröffentlichungen, Bd. I und II; Ferdinand Enke, Stuttgart 1898
- Ueber Lungenheilanstalten in: Die Medicinische Woche und Balneeologische Centralzeitung , Jahrgang 1901, Nr. 2, 3, 4
- Beiträge zur Kenntnis der Saponinsubstanzen für Naturforscher, Ärzte, Medizinalbeamte. - Stuttgart : Enke, 1904. Digitalisierte Ausgabe
- Lehrbuch der Intoxikationen. 2., durchweg neubearb. Aufl. Enke, Stuttgart (Digitalisierte Ausgabe)
  - 1. Allgemeiner Teil. 1902
  - 2. Spezieller Teil. 1906
- Einige Notizen über die Bedeutung und den biologischen Nachweis von vegetabilischen Agglutininen und Hämolysinen. Parey, Berlin 1909 (Digitalisat)
- Über Amanita phalloides. 1911. (Digitalisat)
- Über kieselsäurehaltige Heilmittel, insonderheit bei Tuberkulose. - Rostock : Warkentien, 1918. Digitalisierte Ausgabe
- Beiträge zur Kenntnis der vegetabilischen Hämagglutinine : eine auf Veranlassung der Königl. Bayerischen Akademie der Wissenschaften ausgeführte und durch Verleihung des Liebigstipendiums unterstützte Experimentaluntersuchung. - Berlin : Parey, 1913. Digitalisierte Ausgabe
- Kleine Mitteilungen. 1916. Digitalisierte Ausgabe
- Aus der Geschichte der Tollkirsche und der Pupillenerweiterung durch Gifte. - 1920. Digitalisierte Ausgabe